# Parlamentsvalet i Polen 2011
Parlamentsvalet i Polen 2011 bestod av två val, till senaten och sejmen. Det genomfördes den 9 oktober. Valets segrare blev de sittande liberala regeringspartierna Medborgarplattformen,  av premiärminister Donald Tusk, och Polska folkpartiet. Tusk blev därmed den förste polske regeringschef sedan kommunismens fall att bli omvald.

## Valets datum
Valdagens datum, den 9 oktober, bestämdes av landets president Bronisław Komorowski,. Datumet tillkännagavs den 4 juli. Valet var tvunget att hållas senast fyra år efter det senaste parlamentsvalet 2007, det vill säga senast den 30 oktober 2011,. Innan presidenten bestämde valdagens datum var den 16 och den 23 oktober tänkbara.

## Partier

### Större partier och allianser
- Medborgarplattformen (PO)
- Lag och rättvisa (PiS)
- Demokratiska vänsteralliansen (SLD)
- Polska folkpartiet (PSL)
- Polska jest Najważniejsza (Polen först)
- Palikot-rörelsen

### Övriga partier
Det enda av de övriga partierna som ställde upp i alla 41 valdistrikt i Sejmvalet var Polens arbetarparti (Polish Labour Party) (PPP).